# 신디 벨라
신디 벨라(Cindy Vela, 1979년 1월 4일 ~ )는 미국의 영화배우, 모델, 텔레비전 배우이다.
브라운즈빌에서 태어났다.

## 영화
- 누클리어 패밀리 (2012년)
- 데스데모나: 어 러브 스토리 (2009년)
- 레디 오어 낫 (2009년)
- 핑크 펀치 (2004년)